# Charles Julien Brianchon
Charles Julien Brianchon (* 19. Dezember 1783 in Sèvres; † 29. April 1864 in Versailles) war ein französischer Mathematiker.
Brianchon studierte an der École polytechnique in Paris. 1808 wurde er Leutnant der Artillerie. Nach einer Zeit in der Armee Napoleons in Italien, Spanien und Portugal wurde er 1818 Professor an der Artillerieschule der Königlichen Garde in Vincennes.

## Werk
1818 erschien sein Buch Application de la Theorie des transversales, in der er die rein linearen Teile der ebenen euklidischen Geometrie zusammenfassend behandelt (ohne Kreiskonstruktionen). 1810 veröffentlichte er einen Aufsatz im Journal der École Polytechnique, in dem durch Projektion von räumlichen Konfigurationen auf die Ebene Beweise in der ebenen Geometrie vereinfacht werden.
Bekannt ist Brianchon durch den Satz von Brianchon, einen klassischen Lehrsatz der ebenen Geometrie, die duale Version des Satzes von Pascal (dual = Punkte und Geraden werden vertauscht).
Brianchon veröffentlichte den Satz 1806 im Journal der École Polytechnique, war sich über die Dualität zum Satz von Pascal aber nicht im Klaren. Er diente aber als ein Paradebeispiel und Motivation für das später von Jean-Victor Poncelet und anderen entwickelte Dualitätsprinzip in der projektiven Geometrie.
Der Mondkrater Brianchon ist nach ihm benannt.